# Trichestra bicatenata
Trichestra bicatenata là một loài bướm đêm trong họ Noctuidae.